# Manfred Neitzel
Manfred Neitzel (* 5. Juli 1934; † 24. Januar 2022 in Kaiserslautern) war ein deutscher Maschinenbau-Ingenieur und Hochschullehrer, der als Professor für Maschinenbau und Verfahrenstechnik an der Technischen Universität Kaiserslautern lehrte und Gründungsdirektor sowie langjähriger Leiter des Instituts für Verbundwerkstoffe war, das heute zur Leibniz-Gemeinschaft gehört.

## Biografie
Neitzel studierte Maschinenbau und promovierte 1965 an der Technischen Hochschule Hannover. 1968 habilitierte er sich zum Thema „Verbundwerkstoffe im Druckbehälterbau“. Ab 1969 war er bei der BASF tätig, wo er eine Arbeitsgruppe im Forschungsbereich Verbundwerkstoffe aufbaute. Im Jahr 1990 übernahm Neitzel die Geschäftsführung des neu gegründeten Instituts für Verbundwerkstoffe (IVW GmbH). Er baute insbesondere die Bereiche Verarbeitungstechnik und thermoplastische Verbundwerkstoffe aus. Ende 2002 trat Neitzel in den Ruhestand.
Im Fachbereich Maschinenbau und Verfahrenstechnik der Technischen Universität Kaiserslautern hielt er Vorlesungen zu Kunststoffen und Verbundwerkstoffen und betreute zahlreiche Dissertationen. Neitzel war auch Mitverfasser und -herausgeber mehrerer Lehrbücher.
Manfred Neitzel starb am 24. Januar 2022 im Alter von 87 Jahren in Kaiserslautern.

## Auszeichnung
Der Ministerpräsident Kurt Beck zeichnete Neitzel am 20. November 2002 in Mainz mit dem Verdienstorden des Landes Rheinland-Pfalz aus.

## Schriften (Auswahl)
- Verbundwerkstoffe im Druckbehälterbau. VDI-Verlag, Düsseldorf 1969, DNB 457675187
- Die Bewertung von Schweissfehlern im Dauerschwingversuch. In: Schweissen+schneiden. Jg. 18, Heft 3, 1966.
- mit Peter Mitschang und Ulf Breuer (Hrsg.): Handbuch Verbundwerkstoffe: Werkstoffe, Verarbeitung, Anwendung. 2. aktualisierte und erweiterte Ausgabe. Carl Hanser Verlag, München 2014, ISBN 978-3-446-43696-1.
- mit Peter Mitschang (Hrsg.): Handbuch Verbundwerkstoffe. Carl Hanser Verlag, München 2004, ISBN 3-446-22041-0.
- mit Ulf Breuer: Die Verarbeitungstechnik der Faser-Kunststoff-Verbunde. Hanser Fachbuch Verlag, München 1997, ISBN 3-446-19012-0.